# Lannach
Lannach osztrák mezőváros Stájerország Deutschlandsbergi járásában. 2017 januárjában 3398 lakosa volt. 

## Elhelyezkedése

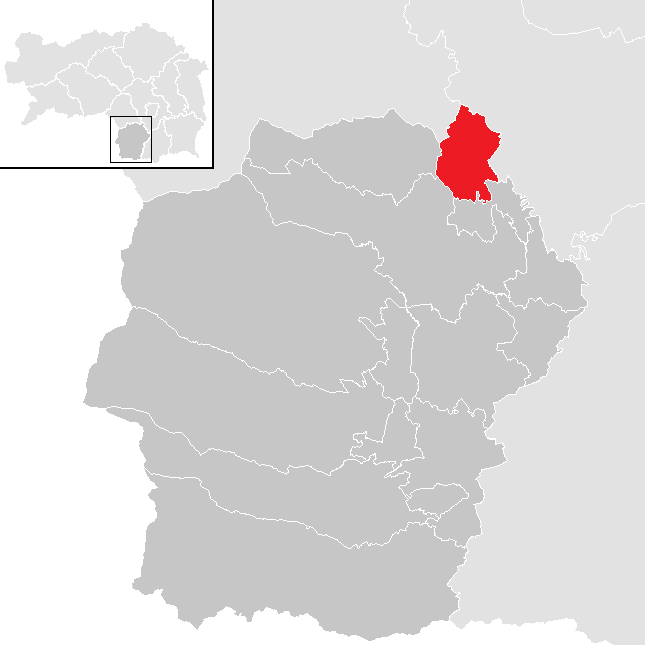
Lannach a Deutschlandsbergi járásban

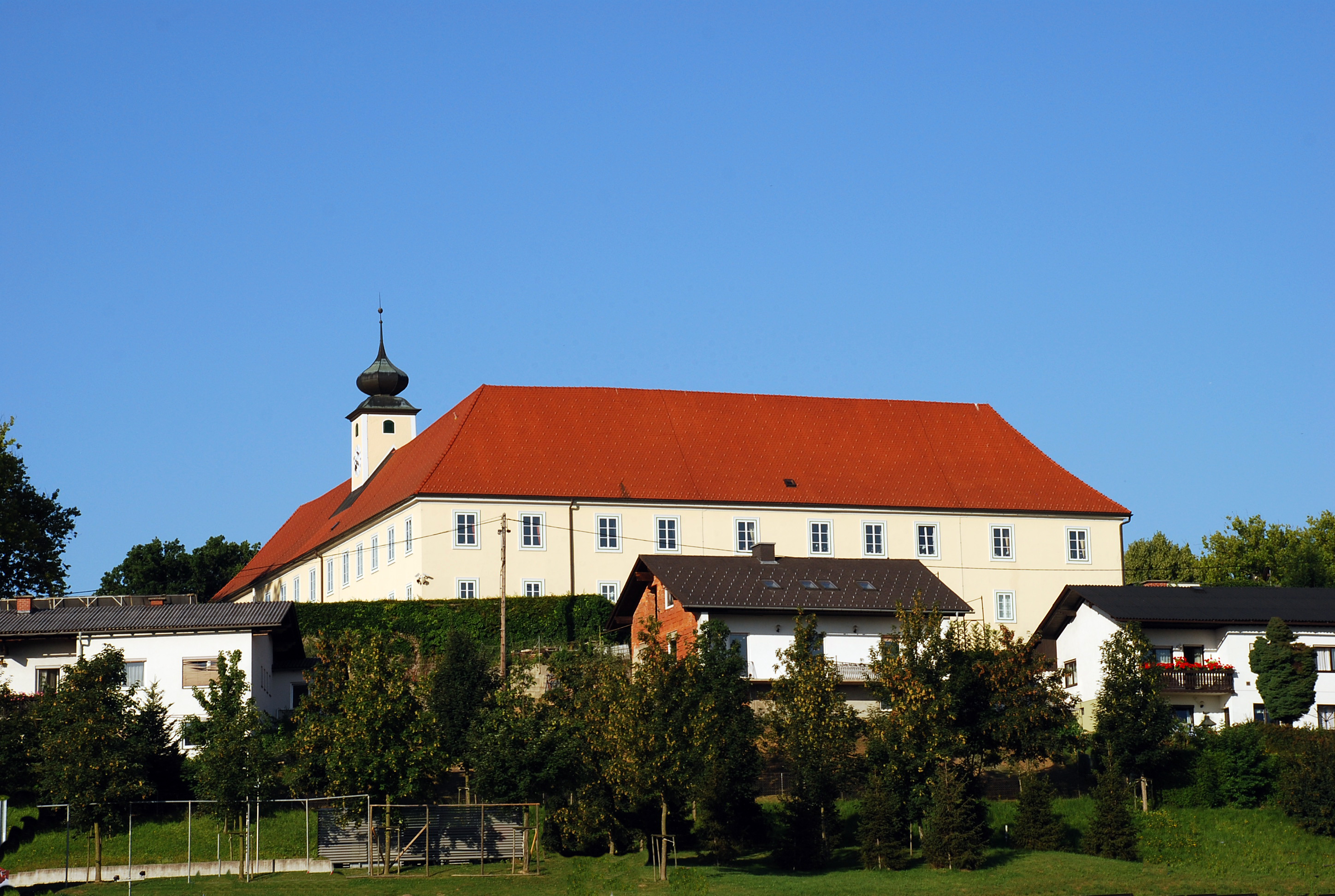
A lannachi kastély

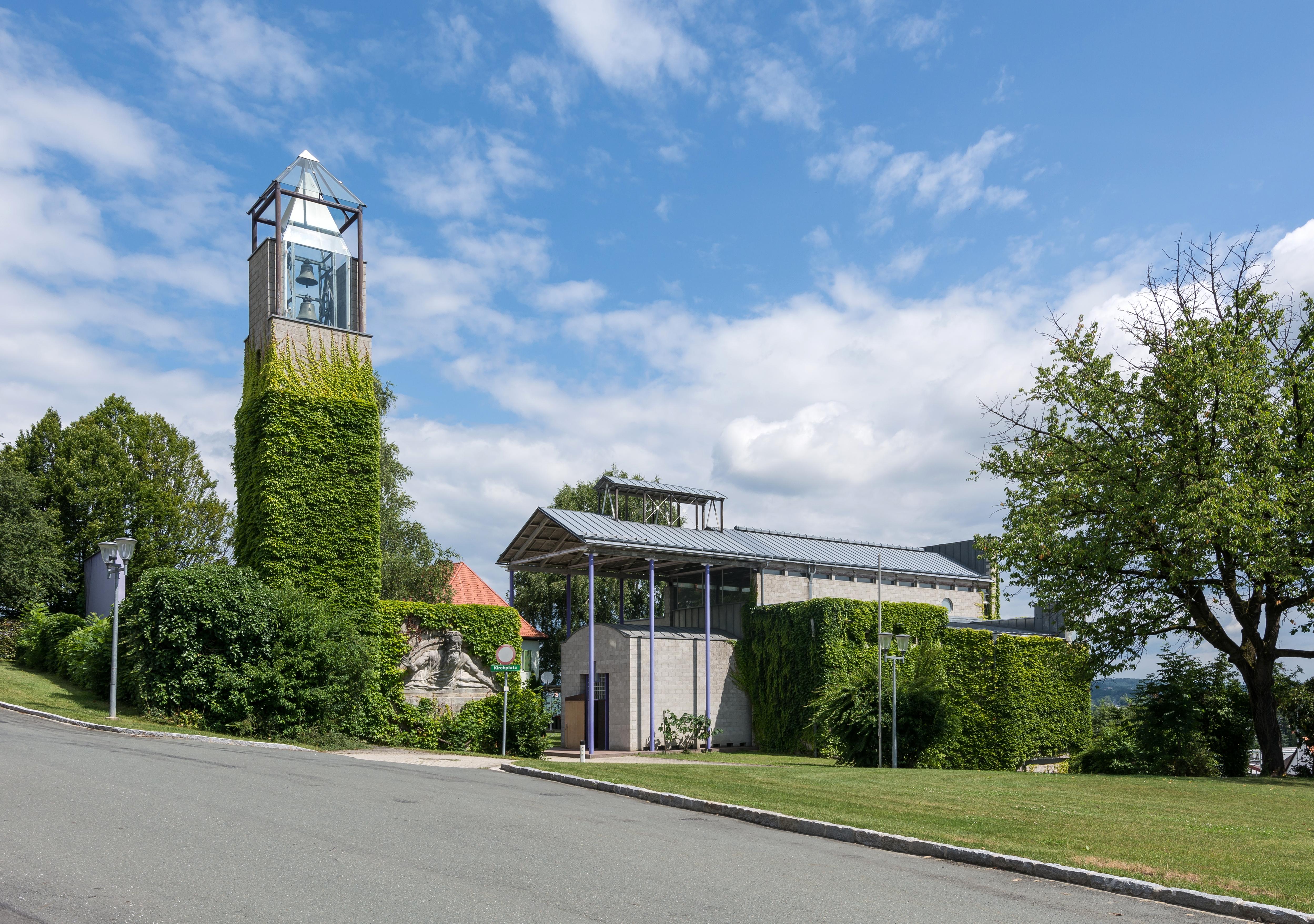
Lannach modern temploma

Lannach a tartomány déli részén fekszik a (megtévesztő nevű) Nyugat-Stájerország régióban, a Deutschlandsbergi járás északkeleti határán. Legjelentősebb folyóvize a Laan, amely a Kainachba (a Mura mellékfolyójába) ömlik. Az önkormányzat 4 katasztrális községben (Blumegg, Breitenbach, Lannach, Teipl) 20 kisebb-nagyobb településrészt és falut fog össze: Blumegg, Lannachberg, Oberblumegg, Pottachberg, Rohrbachberg, Schoberberg, Teiplberg, Breitenbach in der Weststeiermark, Oberblumegg, Heuholz, Hötschdorf, Lannach, Neuwiese, Sajach, Teipl, Frauengraben, Launegg, Oberteipl, Schlieb, Unterteipl. 
A környező települések: délkeletre Sankt Josef, délnyugatra Stainz, nyugatra Sankt Stefan ob Stainz, északnyugatra Mooskirchen, északkeletre Lieboch, keletre Dobl-Zwaring.

## Története
Nevét először 1172-ben említik Lunach formában. 
A lannachi kastélyt 1590 és 1610 között építtette Christof von Galler, akinek családja a 15. század első felétől fogva birtokolta a falut és a környező vidéket. Az épület 1714-ben megrongálódott egy tűzvészben, de utána helyreállították. 
1934 nyarán a nemzetiszocialisták megpróbálták fegyverrel átvenni a hatalmat Ausztriában (ún. júliusi puccs). A fegyveres nácik a mindössze két rendőr által védett lannachi csendőrőrsöt is elfoglalták. A puccs bukása után hét főt tartóztattak le a településen. Ugyanezen év őszén a gazdasági válság miatt csődbe ment a község egyik legnagyobb foglalkoztatója, a tetőcserép- és edénygyár és kb. 90 ember vált munkanélkülivé.
A második világháborúban a lannachi kastélyban működött az SS örökségkutató intézetének növénygenetikai részlege. A mauthauseni koncentrációs táborból kilenc Jehova tanúját küldték kényszermunkásként az intézetbe.      
1969-ben a szomszédos Blumegg, Teipl, és Breitenbach csatlakoztak Lannach önkormányzatához, amely 1995-ben mezővárosi státuszt kapott. Ma a település - főleg az iparűzési adóknak köszönhetően - a negyedik leggazdagabb stájerországi önkormányzat. 

## Lakosság
A lannachi önkormányzat területén 2017 januárjában 3398 fő élt, ami gyarapodást jelent a 2014-es 3333 lakoshoz képest. Akkor a helybeliek 95,3%-a volt osztrák állampolgár. A nem osztrákok között 1,4% származott régi (2004 előtti), 2,4% új EU-tagállamból. 

## Látnivalók
- a lannachi kastély
- a Kettischgründe természetvédelmi terület, amely egy volt téglagyár agyaggödrében kialakult vízi ökoszisztémát óv.

## Testvértelepülések
- Alling, Németország
- Nimis, Olaszország

## Fordítás
- Ez a szócikk részben vagy egészben  a   Lannach című német Wikipédia-szócikk ezen változatának fordításán alapul.  Az eredeti cikk szerkesztőit annak laptörténete sorolja fel. Ez a jelzés csupán a megfogalmazás eredetét és a szerzői jogokat jelzi, nem szolgál a cikkben szereplő információk forrásmegjelöléseként.